# Молочай великий
Молоча́й вели́кий (лат. Euphórbia íngens) — многолетнее суккулентное древовидное растение; вид рода Молочай (Euphorbia) семейства Молочайные (Euphorbiaceae).
Видовой эпитет лат. ingens означает «огромный».

## Морфология
Крупное, 6—8(12) м высотой, суккулентное дерево с зелёной округлённой кроной, похожей на воздушный шар.
Ствол толстый.
Ветви с 5 рёбрами, расположены канделябровидно, 3,5—7,5 см толщиной. Побеги членистые, тёмно-зелёные.
У молодых побегов имеются парные шипы, 0,5—2 мм длиной, часто отогнутые.
Цветки маленькие, зеленовато-жёлтые, расположенные на рёбрах самого верхнего сегмента. Цветёт с осени до зимы.
Плод — круглый трёхорешник красного цвета, а в зрелом виде — фиолетового.

## Распространение
Африка: Малави, Мозамбик, Зимбабве, Ботсвана, ЮАР (на территории бывших провинций Натал и Трансвааль), Свазиленд.
Растёт в сухих местах в полусаваннах. Предпочитает тёплые районы, может выдержать длительные периоды засухи. Обычно растёт на скалистых обнажениях или в глубоком песке среди растительности буша.
|                                                  |  |  |
| Слева направо: ствол, стебель с листьями, цветки |  |  |

## Экология
Цветы привлекают бабочек, пчёл и других насекомых, которые в процессе сбора пыльцы и нектара опыляют их.
Семена являются хорошей пищей для птиц. Птицы любят гнездиться в кронах этих деревьев, а дятлы часто используют отмершие сегменты.

## Практическое использование
Млечный сок растения чрезвычайно ядовит и может вызвать слепоту, серьёзные поражения кожи и отравления (при попадании внутрь) у людей и животных. Однако при правильном использовании это растение может применяться как слабительное и для лечения язв. Народностями Venda и Sotho оно используется для лечения рака.
В ЮАР и Зимбабве ветви молочая великого используются для травления рыбы.
Древесина молочая великого легка и тверда и используется для изготовления дверей, досок и лодок.
Этот молочай очень неприхотлив и может выращиваться как в саду, так и в рокарии. Он растёт лучше на солнце и нуждается в очень небольшом количестве воды для полива. Из-за ядовитых свойств сока растение не повреждается никакими вредителями, по этой же причине не следует его сажать в саду, где будут играть дети.

## Таксономия
|  |                                      |  |                                                             |                                                             |                      |  | ещё 36 семейств (согласно Системе APG II), в том числе Маковые | ещё 36 семейств (согласно Системе APG II), в том числе Маковые |                         |  |  |  | ещё ≈2000 видов |
|  |                                      |  |                                                             |                                                             |                      |  | ещё 36 семейств (согласно Системе APG II), в том числе Маковые | ещё 36 семейств (согласно Системе APG II), в том числе Маковые |                         |  |  |  | ещё ≈2000 видов |
|  |                                      |  |                                                             | порядок Мальпигиецветные                                    |                      |  |                                                                |                                                                | род Молочай (Euphorbia) |  |  |  |                 |
|  |                                      |  |                                                             | порядок Мальпигиецветные                                    |                      |  |                                                                |                                                                | род Молочай (Euphorbia) |  |  |  |                 |
|  | отдел Цветковые, или Покрытосеменные |  |                                                             |                                                             | семейство Молочайные |  |                                                                |                                                                | вид Молочай великий     |  |  |  |                 |
|  | отдел Цветковые, или Покрытосеменные |  |                                                             |                                                             | семейство Молочайные |  |                                                                |                                                                |                         |  |  |  |                 |
|  |                                      |  | ещё 44 порядка цветковых растений (согласно Системе APG II) | ещё 44 порядка цветковых растений (согласно Системе APG II) |                      |  |                                                                | ещё >300 родов                                                 | ещё >300 родов          |  |  |  |                 |
|  |                                      |  |                                                             | ещё 44 порядка цветковых растений (согласно Системе APG II) |                      |  |                                                                |                                                                | ещё >300 родов          |  |  |  |                 |